# Desastres em 2016
Esta página lista os fatos e referências dos desastres que aconteceram durante o ano de 2016.

## Janeiro
- 3 de janeiro - Sismo de intensidade VII na escala de Mercalli provoca entre 5 a 10 mortos e 100 feridos na Índia e Bangladesh.
- 12 de janeiro - Atentado em Istambul provoca 11 mortes e 15 feridos.
- 14 de janeiro - Atentados em Jacarta provocam 17 mortes.
- 15 de janeiro - Atentado terrorista da Al-Qaeda ao Hotel Splendid, na cidade de Ouagadougou, em Burkina Faso, provoca 30 mortos e dezenas de feridos.

## Fevereiro
- 1 de fevereiro - A OMS declara emergência internacional por microcefalia.[1]
- 6 de fevereiro - Sismo no sul de Taiwan provoca 98 mortos, 550 feridos e 22 desaparecidos.
- 9 de fevereiro - O acidente ferroviário de Bad Aibling, na Baviera, no sudeste da Alemanha, quando dois trens de passageiros colidiram frontalmente. Pelo menos dez pessoas morreram e mais de 80 ficaram feridas.[2][3]
- 17 de fevereiro - Atentado terrorista em Ancara, Turquia, provoca 28 mortos e 61 feridos.

## Março
- 19 de março - O Voo Flydubai 981 cai nas proximidades do aeroporto da cidade de Rostov-on-Don na Rússia, provocando a morte aos 55 passageiros e 7 tripulantes.
- 22 de março - Atentados terroristas no aeroporto e no metrô de Bruxelas causam 35 mortos e 300 feridos.

## Abril
- 3 de abril - Um incêndio destrói o edifício do Ministério da Defesa da Rússia, no centro de Moscou, sendo a principal causa um curto-circuito na fiação elétrica antiga.[4]
- 13 de abril - Sismo de magnitude 6,9 com epicentro na Birmânia provoca pelo menos 2 mortos e 120 feridos no Bangladesh e na Índia.
- 14 de abril - Sismo de magnitude 6,0 no sul do Japão derruba prédios, deixando pessoas presas nos escombros, 2 mortos e 45 feridos confirmados.
- 15 de abril - Sismo de magnitude 7,0 atinge o sul do Japão.[5]
- 16 de abril - Sismo de magnitude 7,8 atinge o Equador, provocando 659 mortos, 12 492 feridos e 130 desaparecidos.
- 21 de abril - Parte da Ciclovia Tim Maia desaba na cidade do Rio de Janeiro deixando 3 mortos.[6]

## Maio
- 1 de maio - O Incêndio florestal de Fort McMurray em Fort McMurray, Alberta provocou a retirada de quase todos os habitantes da cidade e localidades vizinhas, na maior evacuação da história da província de Alberta. O fogo atingiu as Areias betuminosas do Athabasca, uma área de 590 000 hectares antes de ser controlado em 5 de julho de 2016. Foi o desastre mais caro da História do Canadá.
- 19 de maio - Voo da EgyptAir que seguia de Paris ao Cairo desaparece no mar Mediterrâneo com 66 pessoas a bordo.

## Junho
- 12 de junho - Ataque em boate gay em Orlando, Estados Unidos, provoca cerca de 50 mortos e 53 feridos.
- 28 de junho - Atentados no aeroporto de Istambul na Turquia provocam 42 mortos e 239 feridos.

## Julho
- 1 de julho - Homens armados do Estado Islâmico e da Al Qaeda da Índia invadem um café (restaurante) e deixam 20 reféns mortos, a maioria estrangeiros, em Daca capital de Bangladesh.[7]
- 3 de julho - Atentado de Bagdá reivindicado pelo Estado Islâmico deixa 143 mortos e quase 200 feridos.
- 14 de julho - Atentado terrorista em Nice, França, deixa dezenas de mortos e centenas de feridos na celebração do Dia da Bastilha.
- 22 de julho - Atentado em Munique provoca 10 mortos e 10 feridos.
- 23 de julho - Terroristas do Estado Islâmico matam 80 pessoas e ferem outras 260 após ataque em manifestação pacífica em Cabul, Afeganistão.
- 26 de julho - Homem mata 29 pessoas e fere outras 26 durante esfaqueamento em massa em uma clínica para deficientes em Sagamihara, Japão.
- 30 de julho - Dezesseis pessoas morrem em incêndio e queda de balão de ar quente próximo a Lockhart, Texas.

## Agosto
- 8 de agosto - Incêndios criminosos na ilha da Madeira destruíram áreas florestais e urbanas, principalmente na cidade do Funchal, obrigando o governo da Região Autónoma da Madeira a ativar o Plano Regional de Emergência de Proteção Civil.[8][9]
- 24 de agosto- Um terremoto de magnitude 6,2 atingiu a região central da Itália, entre os municípios de Perúgia e Rieti, a pouco mais de 150 km a nordeste de Roma, sendo Amatrice a mais atingida, causando a morte de mais de 280 pessoas e mais de 360 feridos.[10][11]

## Setembro
- 9 de setembro - Acidente ferroviário de Porriño, um descarrilamento junto à estação ferroviária do Porrinho, na Galiza, em Espanha. Envolveu um comboio português, que fazia o serviço internacional Celta, entre Porto e Vigo, tendo o acidente provocado quatro mortos.[12]
- 17 de setembro - Explosão em Manhattan, Nova Iorque, deixa 29 feridos, um dos quais em estado grave.[13]
- 29 de setembro - Um trem de passageiros da linha Pascack Valley que havia partido da estação Spring Valley em direção ao Terminal Hoboken em Nova Jérsei não conseguiu parar ao se aproximar do terminal e causou a morte confirmada de uma pessoa e ferimentos em outras 114.[14][15]

## Outubro
- 4 de outubro - O Furacão Matthew atingiu o Haiti causando a morte de ao menos 877 pessoas, tornando o país o mais abalado pela catástrofe.[16]
- 21 de outubro - O Acidente ferroviário de Eséka em 2016 foi um descarilamento de comboio de um trem que viajava da capital de Camarões, Yaoundé para a sua maior cidade Douala, próximo a cidade de Eséka, Centro de Camarões. Pelo menos 75 pessoas morreram e 600 ficaram feridas.[17][18][19][20]

## Novembro
- 20 de novembro - Acidente ferroviário de Pukhrayan, um descarrilamento de comboio, que viajava de Indore para Patna, próximo a cidade de Pukhrayan, Uttar Pradesh, Índia, matando mais de 150 pessoas.[21][22]
- 25 de novembro - Acidente ferroviário de Semnã, uma colisão de trens entre as cidade de Semnã e Dangã, província de Semnã, no Irã, quando dois comboios colidiram, o que causou a morte de pelo menos 45 pessoas; 103 passageiros ficaram feridos.[23][24]
- 28 de novembro - Acidente aéreo na Colômbia mata 71 pessoas e deixa 6 feridos, incluindo integrantes do clube de futebol Chapecoense.[25]

## Dezembro
- 7 de dezembro - Voo da Pakistan International Airlines cai matando 48 pessoas em Havelian, a 69 quilômetros de Islamabad, no Paquistão.
- 19 de dezembro - Atentado em Berlim, deixaram 12 mortos e 50 feridos, um caminhão invadiu o mercado de Natal ao lado da Igreja Memorial Imperador Guilherme.